# Nationale Liga voor Democratie
De Nationale Liga voor Democratie (NLD; Birmaans:အမျိုးသား ဒီမိုကရေစီ အဖွဲ့ချုပ်) is een politieke partij in Myanmar, het is de belangrijkste oppositiepartij.
De Liga werd opgericht op 27 september 1988, negen dagen na de militaire staatsgreep van generaal Saw Maung. De oprichter was Aung San Suu Kyi, dochter van de legendarische vrijheidsheld Aung San die in 1947 was vermoord. Suu Kyi werd algemeen secretaris en is sindsdien de onbetwiste leider van de partij.
Saw Maung en zijn junta trachtten aanvankelijk om de NLD in hun systeem te vangen. Er werden parlementsverkiezingen gehouden op 27 mei 1990. Tevoren werd geprobeerd de kiezers te intimideren door een geweldscampagne tegen de NLD. De Liga won toch, en behaalde 392 van de 485 zetels. De uitkomst werd door de Staatsraad niet erkend en er ontstond een patstelling.
In 1993 riep generaal Than Shwe, die inmiddels de gestorven Saw Maung had opgevolgd, een Nationale Conventie bijeen met de opdracht een nieuwe grondwet te schrijven. De gekozen vertegenwoordigers van de NLD werden hiervoor uitgenodigd, ook Suu Kyi. In het overleg zat echter geen enkele vooruitgang, en in 1995 trok de Liga zich uit de Conventie terug. In oktober 2004 deed zich een opmerkelijke gebeurtenis voor. Premier Khin Nyunt werd gearresteerd en 4000 gevangenen werden vrijgelaten. Onder hen waren enkele prominente leiders van de NLD. Het bleek echter een rookgordijn, waarachter nieuwe repressie werd voorbereid.

## Democratisering
In 2008 heeft het militaire regime alsnog een eigen ontwerp van een grondwet in een referendum aan de bevolking voorgelegd. De NLD heeft opgeroepen tot een boycot en verwierp het resultaat. Voorjaar 2010 kwam het bewind met een kieswet in de aanloop naar parlementsverkiezingen, waarin partijen zich konden registreren mits ze gedetineerde leden hadden geroyeerd. Die regel had onder anderen betrekking op Suu Kyi, die al 15 jaar onder huisarrest stond. Mede daarom boycotte de NLD deze verkiezingen.
In 2011 kwam onder de regering van Thein Sein een proces van democratisering tot stand. In de zomer werden stakingswetten en censuurwetten versoepeld, en in november besloot de NLD om deel te nemen aan tussentijdse verkiezingen, die nodig waren om de vacante parlementszetels van de benoemde ministers te vervullen.
De partij heeft meegedaan aan de Myanmarese tussentijdse verkiezingen van 2012.